# 大栗丹後
大栗 丹後（おおぐり たんご、本名・板井 丹後（いたい たんご）、1928年3月21日 - 2021年7月25日）は、日本の作家、作詞家。
大分県出身。テレビ局プロデューサーを経て作家となる。また「藤島信人」の筆名でテレビアニメ・ラジオドラマ『赤胴鈴之助』の主題歌「がんばれ!赤胴鈴之助」の作詞も手掛けた。1995年第1回「全国剣道連盟有功賞」受賞。時代小説を多く執筆。
2021年7月25日5時16分、脳出血のため神奈川県川崎市麻生区内の病院で死去。93歳没。訃報は同年10月13日になって明らかになった。

## 著書
- 早雲の城 大栗丹後 双葉社 1975-1976 「大盗乱世を奔る」春陽文庫
- 徳川将棋秘帖 1976 (双葉新書)

二条左近無生剣
- 葵の裏隠密 立風書房 1982.9 「情炎関八州路」学研M文庫
- 裏隠密走る 立風書房 1983.12
- 裏隠密発つ 1984.6 (春陽文庫)
- 裏隠密斬る 1984.12 (春陽文庫)
- 裏隠密舞う 1985.12 (春陽文庫)
- 裏隠密急く 1987.11 (春陽文庫)
- 裏隠密駆る 1989.4 (春陽文庫)
- 裏隠密冴ゆ 1990.11 (春陽文庫)
- 裏隠密衝く 1991.9 (春陽文庫)
- 裏隠密吼ゆ 1992.6 (春陽文庫)
- 裏隠密逐う 1993.8 (春陽文庫)
- 裏隠密燃ゆ 1994.6 (春陽文庫)
- 裏隠密裂く 1995.9 (春陽文庫)
- 裏隠密撃つ 1996.10 (春陽文庫)
- 裏隠密翔ぶ 1997.4 (春陽文庫)
- 裏隠密映ゆ 1997.9 (春陽文庫)
- 裏隠密活つ 1998.7 (春陽文庫)
- 裏隠密射す 1998.9 (春陽文庫)
- 裏隠密漂く 1998.11 (春陽文庫)
- 裏隠密牽く 1999.9 (春陽文庫)
- 裏隠密澄む 1999.12 (春陽文庫)
- 裏隠密貫く 1999.6. (春陽文庫)
- 裏隠密徂く 1999.1 (春陽文庫)
- 裏隠密灼く 1999.4 (春陽文庫)
- 裏隠密照る 2000.4 (春陽文庫)
- 裏隠密秘す 2000.7 (春陽文庫)
- 裏隠密繋ぐ 2000.12 (春陽文庫)
- 裏隠密笑む 2001.10 (春陽文庫)
- 裏隠密詰む 2002.10 (春陽文庫)
- 裏隠密解く 2002.6 (春陽文庫)
- 裏隠密魅す 2003.7 (春陽文庫)
- 裏隠密踏む 2003.7 (春陽文庫)
- 悲恋伊勢桑名路 葵の裏隠密二条左近 2004.4 (学研M文庫)
- 哀愁人肌恋路 葵の裏隠密二条左近 2004.7 (学研M文庫)
- 慕情小夜時雨路 葵の裏隠密二条左近 2004.12 (学研M文庫)
- 江戸恋闇路 葵の裏隠密二条左近 2005.6 (学研M文庫)

呑蝮念仏破戒旅
- 呑蝮念仏破戒旅 女恨みの中山道 1985.8 (春陽文庫)
- 呑蝮念仏破戒旅 2 女泣かせの甲州道 1986.9 (春陽文庫)
- 女哀しの東海道 1992.10 (春陽文庫)
- 女情けの日光道 1993.11 (春陽文庫)
- 女淋しの奥州道 1994.10 (春陽文庫)

- 男たちの決断 物語電子工業史 飛翔編 板井丹後 電波新聞社 1986.4
- 物語・名将一期一会 電波新聞社 1985.5
- 風をつかむ 名商物語三井八郎兵衛 電波新聞社 1986.2
- 江戸城風雲録 1986.12 (春陽文庫)改題「徳川風雲録」
- 華燃ゆ 小説・春日局 1988.12 (春陽文庫)
- 小説水戸光圀 栄光出版社 1991.12 「副将軍天下を糾す」(春陽文庫)
- 将軍盗り 小説・徳川吉宗 1994.12 (春陽文庫)
- 走れ!藤吉郎 : 小説・青春太閤記 1996.1 (春陽文庫)
- 彦左、まかり通る 小説・大久保彦左衛門 1996.8 (春陽文庫)
- 極道隠密 異説大岡政談 東海道の巻 1998.5 (春陽文庫)
- 戦国武将まんだら 秘本三十六人伝 1999.8 (春陽文庫)
- 風の峠 武将・山内一豊と妻千代 春陽堂書店 2000.10 「一豊と千代」文庫
- 小説太田道灌 江戸を都にした男 栄光出版社 2002.3
- 小六と藤吉郎 天下取り木曽川川並衆 有楽出版社 2003.4

逆手斬り隠密無頼
- 逆手斬り隠密無頼 異説大岡政談 2004.3 (コスミック・時代文庫)
- 血煙宿無道剣 2004.11 (コスミック・時代文庫)
- あばれ街道情艶剣 2005.7 (コスミック・時代文庫)
- あばれ街道阿修羅剣 2006.2 (コスミック・時代文庫)

直参旗本裏御用
- 京女の義理立て 2005.11 (学研M文庫)
- 氷雨肌の女 2006.4 (学研M文庫)
- 埋もれ火の女 2006.7 (学研M文庫)

- 腰掛茶屋お銀事件帖 人情大岡裁き ミリオン出版 2005.6 (大洋時代文庫)
- 明智光秀 謀叛にあらず 2007.10 (学研M文庫)
- 戦国武将の処世訓物語 乱世を生きた知恵と決断 栄光出版社 2009.2
- 蜂須賀小六 野盗にあらず 2009.6 (学研M文庫)
- おんなたちの城 徳川二代将軍秀忠の妻・お江与の生涯 有楽出版社 2010.9

## 参考
- 学研M文庫 蜂須賀小六―野盗にあらず - 紀伊國屋書店